# Chalonnes-sur-Loire
Chalonnes-sur-Loire ist eine westfranzösische Gemeinde im Département Maine-et-Loire in der Region Pays de la Loire.
Die Stadt liegt etwa 20 Kilometer südwestlich von Angers an der Loire, direkt an der Einmündung ihres linken Nebenflusses Layon, und hat 6541 Einwohner (Stand 1. Januar 2022). Ihre Fläche beträgt 38,85 km².

## Bevölkerungsentwicklung
| Jahr      | 1962 | 1968 | 1975 | 1982 | 1990 | 1999 | 2007 | 2018 |
| Einwohner | 4058 | 4259 | 4682 | 5281 | 5354 | 5594 | 6137 | 6527 |

Quelle: Insee

## Weinbau
Innerhalb des Départements ist Chalonnes-sur-Loire einer der größten Weinbauorte. Die Weine werden unter den Appellationen Anjou, Anjou-Villages, Chaume, Coteaux-du-Layon und Coteaux-de-la-Loire vermarktet.

## Städtepartnerschaften
Chalonnes-sur-Loire ist seit 1982 die Partnerstadt von Tecklenburg. Ferner bestehen Städtepartnerschaften seit 1991 mit Ballinasloe im irischen County Galway und seit 2001 mit der polnischen Stadt Sanniki.